# Навчальні заклади Кривого Рогу
Кривий Ріг є молодим науковим центром. Дата заснування Криворізького національного університету — 4 жовтня 1922 року. Криворізький державний педагогічний інститут засновано у 1930 році. Згідно з рейтингом ТОП-200 Україна 2021 [Архівовано 6 жовтня 2021 у Wayback Machine.] року, який розробив Центр міжнародних проєктів «Євроосвіта» спільно з міжнародною групою експертів IREG Observatory on Academic Ranking and Excellence, КДПУ посів 84 місце. У консолідованому рейтингу вишів України 2021 року КДПУ обійняв 78 місце, а також займає 5 місце в рейтингу найкращих педагогічні заклади освіти України. Багато відомих українських вишів мають у місті свої філії.

## Наукові установи

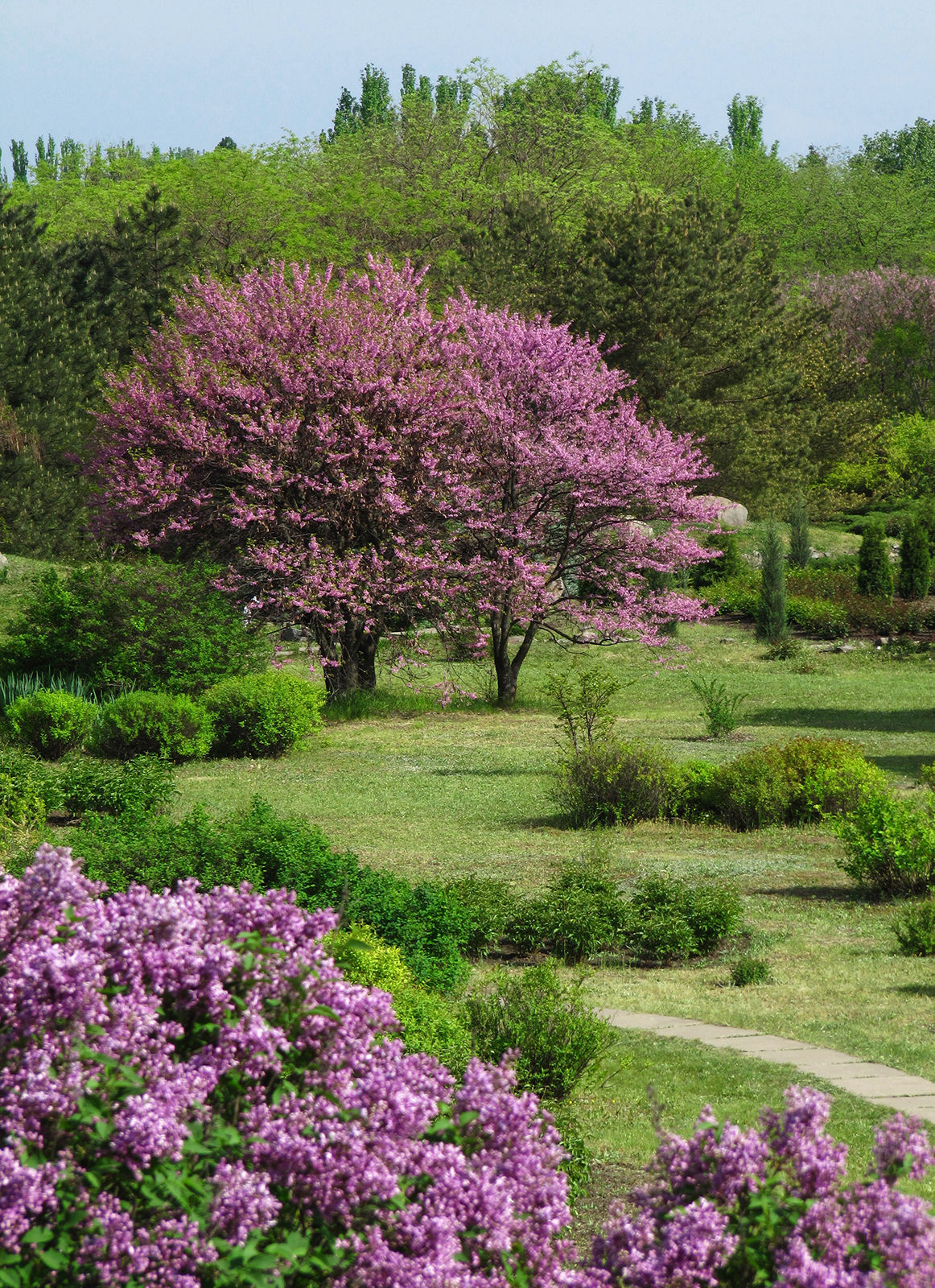
Криворізький ботанічний сад НАН України

- Криворізький ботанічний сад НАН України
- НДІ гігієни праці і профзахворювань
- Інститут безпеки праці та екології в гірничорудній промисловості
- Державний науково-дослідний гірничорудний інститут

## Вищі заклади освіти III та IV рівнів акредитації

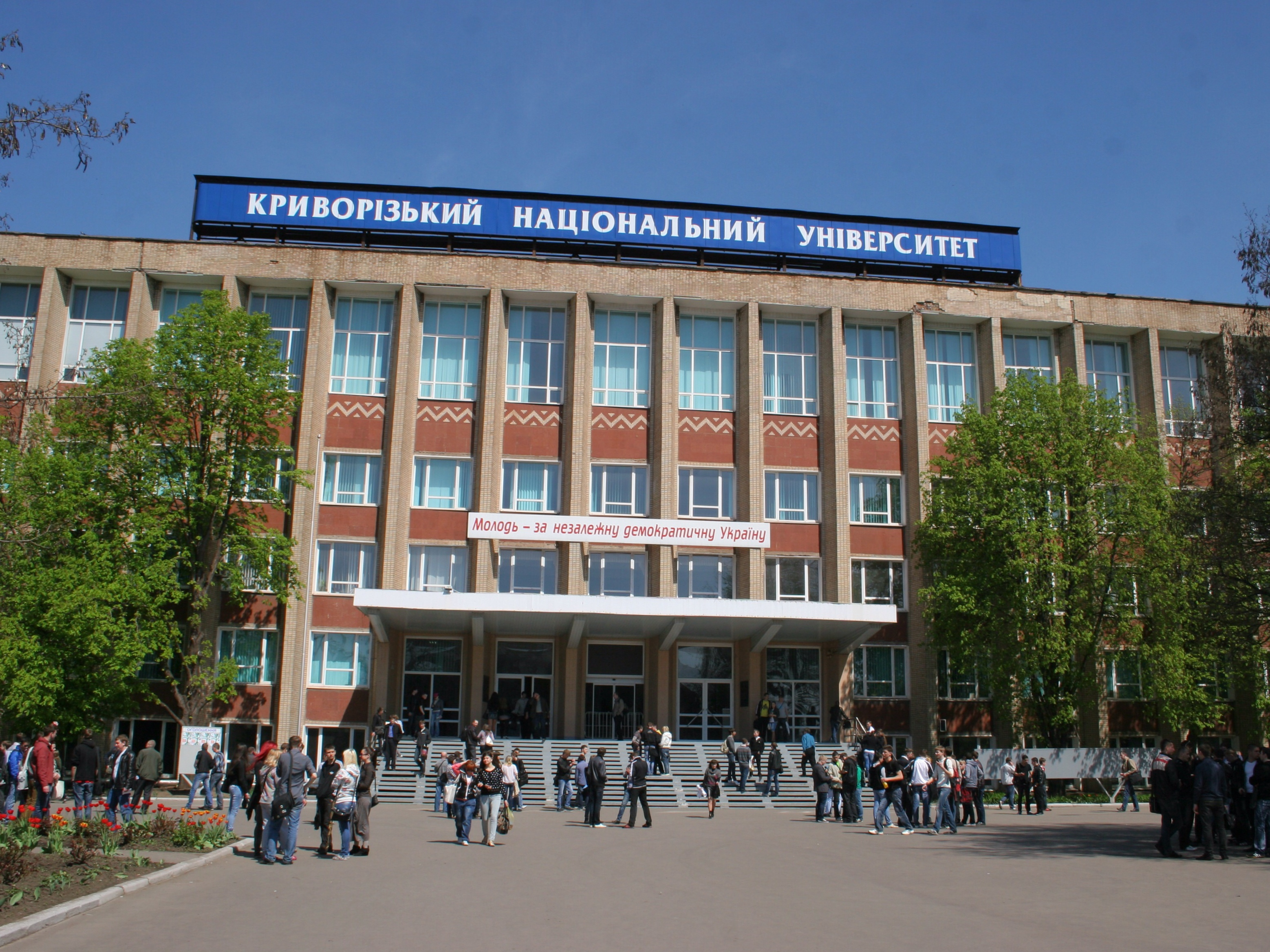
Криворізький національний університет

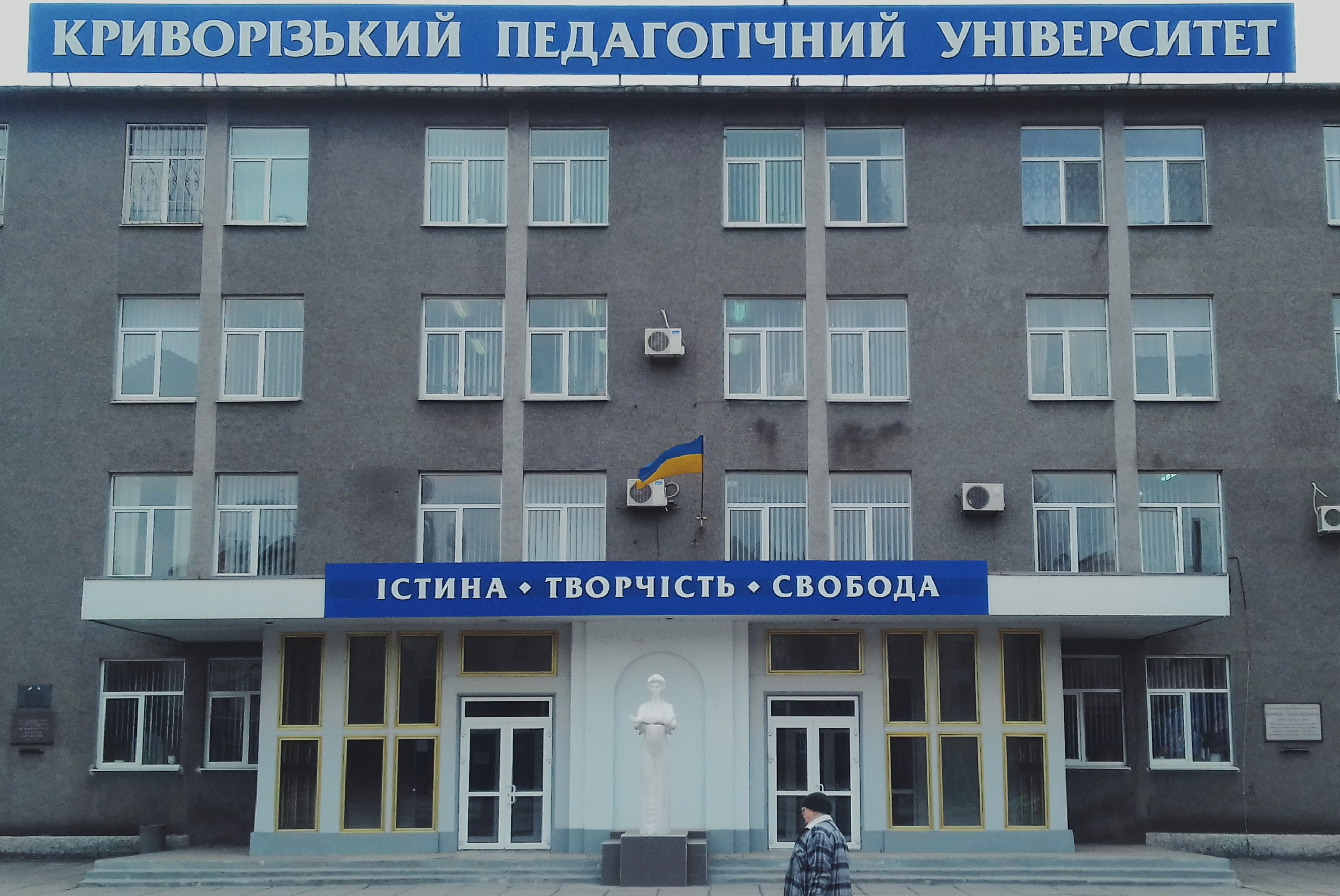
Криворізький державний педагогічний університет

- Криворізький національний університет
- Криворізький державний педагогічний університет
- Приватний навчальний заклад «Інститут ділового адміністрування»
- Криворізький навчальний центр Національного університету «Одеська юридична академія»
- Криворізький навчальний центр Донецького державного університету економіки торгівлі ім. М.Туган-Барановського
- Криворізький факультет Запорізького національного університету у м. Кривому Розі
- Навчально-консультаційний пункт Національного аерокосмічного університету «ХАІ»
- Навчально-консультаційний центр Харківського національного університету радіоелектроніки
- Навчально-консультаційний центр Харківського національного автомобільно-дорожнього університету
- Навчально-консультаційний центр Національного транспортного університету
- Криворізька філія Міжнародного університету фінансів
- Криворізька філія Запорізького інституту економіки та інформаційних технологій
- Криворізький інститут ім. П.Калнишевського Міжрегіональної академії управління персоналом
- Криворізький інститут приватного вищого навчального закладу Кременчуцький університет економіки, інформаційних технологій і управління
- Криворізька філія приватного вищого навчального закладу «Європейський університет»

## Вищі заклади освіти II-го рівня акредитації
- Криворізький медичний коледж № 1
- Криворізький коледж Національного авіаційного університету «КРАУСС»
- Криворізький коледж економіки та управління Київського національного економічного університету

## Вищі заклади освіти І-го рівня акредитації
- Український політехнічний технікум
- Криворізький коледж Національної металургійної академії України
- Криворізький коксохімічний технікум Національної металургійної академії України
- Інгулецький технікум Криворізького технічного університету
- Гірничий технікум Криворізького національного університету
- Політехнічний коледж Державного вищого навчального закладу «Криворізький національний університет»
- Криворізький державний комерційно-економічний технікум
- Гірничо-електромеханічний технікум Криворізького національного університету
- Тернівський технікум Криворізького національного університету
- Криворізький будівельний технікум
- Криворізький автотранспортний технікум Криворізького національного університету
- Криворізьке міське музичне училище